# 秋保電気鉄道
秋保電気鉄道（あきうでんきてつどう）は、かつて宮城県仙台市の長町と同県名取郡秋保村（現仙台市太白区秋保町）の秋保温泉を結んでいた鉄道である。略称は秋保電鉄（あきうでんてつ）。1961年（昭和36年）に全線が廃止された。
秋保温泉を利用する湯治客の旅客輸送と、秋保で産出される凝灰岩の秋保石の貨物輸送を目的として、1914年（大正3年）に長町 - 秋保温泉間で馬車軌道「秋保石材軌道」として開業。1925年（大正14年）に電化を完了して以後は「秋保電気軌道」、1944年（昭和19年）に「秋保電気鉄道」と改称して運営された。
戦後は設備の老朽化や利用客の減少などにより経営が悪化、1959年（昭和34年）、仙南交通自動車と合併して「仙南交通秋保線」と改称、1961年（昭和36年）に廃止された。

## 路線データ
廃止時点のもの。
- 路線距離（営業キロ）：16.0km
- 軌間：1067mm
- 駅数：11駅（起終点駅含む）
- 複線区間：なし（全線単線）
- 電化区間：全線（直流600V架空単線式）

## 歴史
秋保への鉄道敷設を目指す計画は1911年（明治44年）に始まる。この年、秋保村の佐藤信之介等9人が発起人となり、内閣総理大臣および内務大臣に宛てて、名取郡茂ヶ崎（長町）の東北本線長町駅前から鉤取、茂庭を経由して秋保の湯元に至る馬車鉄道の建設認可を求める申請書が提出され、これに対して1912年（大正元年）に特許状が発行された。発起人総会や創立委員会の開催を経て、1913年（大正2年）6月に資本金20万円をもって秋保石材軌道株式会社が発足し、同年8月から軌道の敷設工事が進められた。これと前後して、秋保の石材会社の取り込みや、陸羽東線開通前に宮城県内で小牛田と古川を結んでいた古川馬車鉄道からの軌道設備などの買い取りが行われた。1914年（大正3年）10月に秋保から茂庭の間の工事は完了し、同年12月には全線が開通した。当初設置された停車場は長町、富沢、鈎取、太白山、茂庭、北赤石、湯元の7つで、それらの構内は馬車の行き違いができる構造になっていた。路線はおおむね、改正鉄道敷設法別表の「本州ノ部 21. 宮城県長町ヨリ青根附近ニ至ル鉄道」に沿って敷設されており、長町 - 赤石間は笹谷街道、赤石 - 秋保温泉間は二口街道という江戸時代からの街道に沿っていた。馬は会社でなく馭者の所有であり、カーブで馭者が吹くラッパの音から「トテ馬車」との愛称があった。 
秋保石材軌道はその名称の通り、石材の運搬を主目的に建設されたが、開通後は秋保の鉱山で採掘された鉱石や、沿線で切り出された木材の出荷にも利用された。秋保石については、鉄道院に対して輸送費用の割引を請願し、これが認められるなどして、販路の拡大に成功した。また、秋保村においてこの軌道と接続する乗合馬車が運行されるようになるなどの交通事情の変化をもたらした。しかし、馬車鉄道であるが故にそれほど速くはなく、時刻表による長町 - 秋保温泉間の所要時間は2時間20分程度であったが、運用した馬の調子によって前後した。そのため、旅慣れた者の急ぎ歩きで要する時間とあまり変わりなかったという。
こうした状況にあって、秋保石材軌道は1917年（大正6年）に路線の電化と軌道の改良を決定した。新株が発行されて会社の資本金は80万円となり、電力会社との契約や鉄道院と内務省に動力変更の認可申請を行うなど、準備が進められた。1922年（大正11年）に秋保石材電気軌道株式会社、1925年（大正14年）には秋保電気軌道株式会社へ改称し、工事費として借り入れた20万円をもって、電化工事と軌道工事に着手した。工事に当たっては同年4月11日から軌道の営業を約2ヶ月間休止し、6月14日から電車や電気機関車が新しい軌道を走り始めた。この時、秋保電気軌道が保有していた車両は、電気機関車2両、定員36名の旅客用電車3両、定員40名の旅客用付随車2両、2トン貨車8両、3トン貨車2両であった。
路線の改良によって秋保と長町の間は約1時間20分で結ばれ、1日に10往復の列車が運行されるようになった。以前は石材が主だった輸送の内訳も、この頃になるとコンクリートの普及によって石材の需要は低下し、反対に旅客は増加したために、貨客が逆転した。1926年（大正15年）には沿線の旗立にボートやテニスコートを備えた遊園地が開園した。1936年（昭和11年）になると、この年に開通した仙台市電長町線と秋保電気軌道の線路が長町で接続されて、仙台市電の車両の一部が秋保電気軌道の車庫を利用した。1937年（昭和12年）に地方鉄道補助法が改正されると、秋保電気軌道を地方鉄道に昇格させる陳情が行われるようになった。太平洋戦争中の1944年（昭和19年）にこれが実を結び、秋保電気鉄道へと名を変えて地方鉄道となり、省線との間に連絡運輸を結んだ。
戦後になると、車両メーカー手持ちの注文流れの新車を3台導入、沿線の三神峯の旧陸軍幼年学校に戦災で校舎を失った旧制第二高等学校が移ったことから、通学利用者により長町と西多賀の間では列車が満員になるほど混雑し、この区間のみ増発するほどだったという。しかし、旧制二高が東北大学に統合され、1958年（昭和33年）に川内に移転するなど、利用者数は減少の一途を辿った。
経営再建のため、軌道のさらなる改良と仙台駅前への路線延伸、仙台市への譲渡、他社との合併の3つの案が検討された。当初は路線延伸案が有力視され、秋保村もこの案を期待したが、頓挫した。次に市は市内交通の一元化と設備近代化のために買収を計画する。秋保電鉄がかねてから老朽化した設備の改善を仙台陸運局から指摘されていたことや、沿線である当時の秋保村と生出村、秋保村観光協会から買収の請願を出されていたことも要因だった。仙台市交通局に統合、インターアーバンとして仙台市電と一体化して直通運転するという具体案も出され、長町駅に市電との連絡線を設け、電車の直通試験が行われたこともあったほか、買収価格や詳細も決まっていたと言われている。市議会でも案が採択されるまで進んだものの、1953年（昭和28年）6月の市議会で買収反対派が巻き返し、否決された。
営業末期の1950年代後半には、沿線の仙台市南部の宅地造成が始まり、朝夕は通勤客で賑わうなど、観光電車より通勤電車としての姿も見え始めており、造成地に新駅も設置されたほか、本格的な高速鉄道への規格向上も検討されたが、悪化した経営状況の中で、鉄道線への設備投資を最小限に留める方針をとったため、ボギー車化はなされたものの、最後までトロリーポール集電、バッファ付きのねじ式連結器、スタフ閉塞方式のままで、同時期の仙台市電が全車ボギー車、パンタグラフ集電化、自動信号化（トロリーコンタクターによるポイント操作）を完了していたのとは対照的であった。秋保電鉄は仙台市内での路線バス事業への転換を画策、市内でのバス事業拡充を望んでいた仙南交通自動車との合併が決まり、1959年（昭和34年）に仙南交通株式会社（現存する同名の会社とは無関係）となり、仙南交通秋保線に改称された。合併後はただちに路線バス事業への転換を進め、1960年（昭和35年）に鉄道事業の廃止が決定された。翌1961年（昭和36年）5月7日をもって営業を取り止め、翌8日に閉業式が執り行われた。ただし、設備の撤去工事のため、8月まで臨時運行を続けた。

### 年表
- 1911年（明治44年） 秋保軌道として軌道特許申請。
- 1912年（大正元年）10月21日 軌道特許状下付[10]。
- 1913年（大正2年）6月22日 秋保石材軌道株式会社設立[10][11]。
- 1914年（大正3年）12月23日 馬車軌道で長町 - 湯元（後の秋保温泉）間開業[10][12]。
- 1919年（大正8年）8月28日 軌道特許状下付（名取郡秋保村 - 柴田郡川崎村間）[13]。
- 1922年（大正11年）
  - 10月12日 軌道特許失効（名取郡秋保村 - 柴田郡川崎村間 指定ノ期限内ニ工事施工認可申請ヲ為ササルタメ）[14]。
  - 10月29日 秋保石材電気軌道へ改称[12]。
- 1925年（大正14年）
  - 6月14日 軌間を762mmから1067mmに改軌、馬車軌道から電気鉄道に切り替え輸送力を増強。
  - 9月17日 秋保電気軌道へ改称[12]。
  - この頃、赤石駅を北赤石駅に改称[12]。
- 1926年（大正15年）
  - 湯元駅を秋保温泉駅に改称[12]。
  - 旗立駅付近に遊園地を開設。
- 1931年（昭和6年） バス事業開始[15]。遊園地を秋保温泉湯元に移転。
- 1935年（昭和10年） 長町裏町駅開業。富沢駅を西多賀駅に改称[12]。
- 1941年（昭和16年） 
  - 燃料配給停止によりバス事業休止。
  - 長町裏町駅を東北特殊鋼駅に改称[12]。
- 1944年（昭和19年）7月29日 秋保電気鉄道へ改称[12]。
- 1945年（昭和20年）1月1日 軌道法による軌道から地方鉄道法による鉄道に変更。
- 1946年（昭和21年） 松場駅開業、東北特殊鋼駅廃止（両駅とも月日不詳）[12]。
- 1949年（昭和24年） バス事業再開。
- 1950年（昭和25年） 車両のボギー化改造。
- 1953年（昭和28年）
  - 松場駅を磊々峡駅に改称[12]。
  - 6月27日 仙台市議会、秋保電鉄買収案を否決。
- 1955年（昭和30年） 月ヶ丘駅開業（月日不詳）[12]。
- 1956年（昭和31年）4月1日 萩の台駅開業。月ヶ丘駅を停留場から停車場へ変更[12]。
- 1959年（昭和34年）7月1日 仙南交通自動車と合併し仙南交通設立、仙南交通秋保線へ改称[12]。
- 1960年（昭和35年） 秋保線の廃止を決定。
- 1961年（昭和36年）
  - 5月7日 秋保線営業運行最終日。
  - 5月8日 秋保線廃止[12]、閉業式[16]。
- 1970年（昭和45年）10月1日 宮城バスおよび宮城中央バスと合併、宮城交通（初代）発足。

## 運輸営業実績
| 年度               | 旅客 （千人） | 貨物 （千t） | 営業収入 （百万円） | 営業費 （百万円） | 損益 （百万円） | 営業係数 | 従業員数 （人） |
| ------------------ | ------------- | ------------ | ------------------- | ----------------- | --------------- | -------- | --------------- |
| 1951年（昭和26年） | 1,845         | 4            | 20                  | 20                | 1               | 94       | 100             |
| 1958年（昭和33年） | 1,131         | 3            | 22                  | 23                | -1              | 104      | 110             |
| 1960年（昭和35年） | 702           | 2            | 14                  | 23                | -9              | 162      | 56              |

年を経るごとに旅客輸送実績が低下している。客数減で営業収入を営業費が大きく上回るようになり、1960年（昭和35年）年度には従業員数をほぼ半減したにもかかわらず営業係数162（100円の売上高を上げるのに162円の経費が必要）と末期的症状をきたしているのが見て取れる。仙南交通との合併後、多額の投資を必要とする高速鉄道化を行わずに低廉な投資で済むバスに転換したのは賢明な選択だったと言える。

## 駅一覧
初期の停車場
長町 - 富沢 - 鈎取 - 旗立 - 太白山 - 茂庭 - 赤石 - 湯元
1946年頃
長町 - 東北特殊鋼 - 西多賀 - 鈎取 - 旗立 - 太白山 - 茂庭 - 北赤石 - 松場 -湯元
1961年の廃線時
長町 - 西多賀 - 鈎取 - 月ヶ丘 - 旗立 - 太白山 - 萩の台 - 茂庭 - 北赤石 - 磊々峡 - 秋保温泉
- 途中の交換可能駅は西多賀、鈎取、月ヶ丘、太白山、茂庭、北赤石の各駅だった。
- 廃線後は沿線の都市化や宅地開発が進んだ事もあり、2020年時点で路線の遺構は殆ど残っていないが、茂庭駅以降の線路跡には石造りの橋梁などが現存する。
- 長町駅跡は仙南交通（宮城交通）長町ターミナルを経て再開発ビルたいはっくるとなり、敷地北東隅の長町三丁目の交差点（国道286号線旧起点）付近には、駅跡を示す標柱が建てられている。長町駅から市道長町八木山線までの線路跡は宮城交通の土地として貸駐車場等に使われていたが、2010年代以降は宅地となっている。
- 長町駅 - 西多賀駅間の線路跡の一部は、市道長町八木山線および国道286号線（新道）の用地として利用されている。また、新道自体が鈎取駅直前までの直線区間に沿って敷設された。
- 月ヶ丘駅跡は宮城交通バス月ヶ丘停留所に転用されていたが、路線廃止により現在は使用されていない。また、付近には秋保電鉄についての説明板が建てられている。
- 旗立駅 - 太白山駅間の線路跡は、宮城交通のバス専用道路として利用されている。
- 上記区間の一号トンネル（通称太白トンネル）は現存しており、現在はその上を東北自動車道が通る。トンネルの前には柵が設けられ、車両は通行できないものの、人の通り抜けは可能な状態である。
- 磊々峡駅跡とほぼ同じ場所には、現在仙台万華鏡美術館が建てられている。
- 終点の秋保温泉駅は、駅舎の一部および車庫が民家として転用されているほか、仙台市電100形119号（長崎電気軌道へ譲渡され1050形1053号となった後に里帰り）が展示されている。

## 接続路線
事業者名等は秋保線廃止時点のもの。仙台市電の秋保電鉄前は秋保線廃止後に長町車庫前、1970年頃に長町支所前と改称された。
- 長町：国鉄東北本線（長町駅）、仙台市電（秋保電鉄前）

## 車両

### 電車
電動客車の形式はすべて「マハ」を名乗っていた。通常は「モハ」や「デハ」が多いが、当線はおそらく全国で唯一「マハ」である。来歴は不詳。1951年（昭和26年）に改番を実施、東北地方鉄道協会による付番方式で電動客車「マハ」の形式を廃止、「モハ」に改めた。付随客車は従来通り「サハ」である。2軸の単車は100番台、木造ボギー車は1,000番台を付けた。半鋼製ボギー車は本来2,000番台だが当線では1,000番台を付けていた。ねじ式連結器を装備して電動車と付随車で連結運転し、折り返しでは機回しで車両の入れ替えを行った。1951年（昭和26年）頃まで客車・貨車を一緒に連結する混合列車が多かった。電動車は直接制御器装備で総括制御は不可能、集電装置はトロリーポールを1本屋根中央に装備し、折り返しでは後ろに180°まわして反対方向にセットするいわゆる「ポールまわし」を行った。電動車・付随車ともにハンドブレーキ常用でエアブレーキは装備していない。圧縮空気がないので警音器はフートゴングを使用する。
以下、順に記すが（ ）内は各車両の改番の履歴。

#### 電動客車（単車）
- モハ402 （マハ2→モハ402） 秋保電気軌道からの生え抜き。1925年（大正14年）大阪鉄工所製で電化時から使用。
- モハ405 （マハ5→モハ405）　1912年（明治45年）名古屋電車製作所製。元の新三河鉄道16を名古屋市電気局に合併後に1937年（昭和13年）譲受。
- マハ6（初代） モハ405と同様に元の新三河鉄道17を名古屋市電気局に合併後に1937年（昭和13年）譲受。1950年（昭和25年）廃車、屋根をサハ404へ再使用。
- モハ410 （マハ8→モハ408→モハ410） 日本鉄道自動車工業製の半鋼製車。仙台市電気部電車課（のちの仙台市交通局）45形として1942年（昭和17年）6月に発注されたが戦争のため完成が遅れた上に現車はエアブレーキではなくハンドブレーキ常用、ローラーベアリングではなくバビットメタル軸受、溶接ではなくリベットで組み立てた車体と本来の仕様と異なる。また当時仙台市交通部（仙台市電気部電車課を改組・改称）は路線延長に資金を投入する事になったため当車両を受け取らず注文流れになり、1946年（昭和21年）6月に当線に入線。ねじ式連結器を装備せず、単行運転した。
- モハ411 （マハ10→モハ411） モハ410を参照。こちらは連結器を装備。
- マハ11 モハ410を参照。1949年（昭和24年）伊予鉄道松山市内線へ譲渡。
- モハ412 （マハ11（2代目）→モハ412） 仙台市交通部から1948年（昭和23年）6月譲受の元仙台市61。1940年（昭和15年）三真工業所による市電車庫への出張改造工事で東京市電気局485の車体を改造の上で鶴見臨港鉄道軌道線11の台車を組み合わせた。1954年（昭和29年）3月除籍。
- モハ413 （マハ12→モハ413） 仙台市交通部から1948年（昭和23年）6月譲受の元仙台市63。元江ノ島電気鉄道22。納涼電車11のマイネッケ台車を使用。1954年（昭和29年）3月除籍。
- マハ15 （マハ15） 仙台市交通部から1948年（昭和23年）6月譲受の元仙台市65。元々は美濃電気軌道（のちの名古屋鉄道岐阜市内線）出自で、名鉄岐阜市内線の7。1912年（明治45年）製。放置されたあと1951年（昭和26年）解体。仙台市では名古屋鉄道竹鼻線（旧竹鼻鉄道）出自車両という事で購入したが解体時に車体から岐阜市内線の切符が大量に出てきた。台車はマハ6（2代目）→モハ406へ、屋根はサハ6→サハ403へ再利用。
- モハ406 （マハ13→マハ6（2代目）→モハ406） 仙台市交通部から1948年（昭和23年）6月譲受の元仙台市66。マハ15と同様に美濃電気軌道由来で、名鉄岐阜市内線の6。マハ15と台車振替。1954年（昭和29年）3月除籍。

#### 電動客車のボギー車化について
乗り心地の向上と老朽化した軌道への負担軽減をねらって2軸のブリル21E単台車から東京都交通局で余剰のKB-27形高床式台車（ブリル27GE系列）を軌間1,372mmから1,067mmに改軌して装備、ボギー車化した。エアブレーキを装備しないので機器類が少なく全長約8mの車体でボギー車化した結果床下は台車で一杯だった。5両を施工する予定だったが経費の面で4両で終了した。ボギー車化を担当した技術者は当時大学生で、のちに仙台市交通局に入局して400形の一部に使用された新型台車に直角カルダン駆動方式やスリップ予防のために心皿位置を駆動輪側に寄せてより大きな荷重を掛けるマキシマムトラクション式を採用したり、木造単車1形の車体2台分に新型台車3台を使用した連接車300形を開発、さらに現在の仙台市地下鉄建設の技術面での指揮を取ることになる。

#### 電動客車（ボギー車）
- モハ1401 （マハ1→モハ1401） 1925年（大正14年）大阪鉄工所製。秋保電気軌道からの生え抜き。電化時から使用。
- モハ1403 （マハ3→モハ1403） モハ1401を参照。
- モハ1407 （マハ7→モハ1407） 1926年（大正15年）蒲田車輌製作所製。元は常南電気鉄道→峡西電気鉄道（のちの山梨交通電車線）モハ110（付随客車6を番号振替）。1942年（昭和17年）譲受。1950年（昭和25年）電装品を伊予鉄道に売却して付随車化。同年再度電装してボギー車に改造。
- モハ1408 （サハ5→モハ1408） モハ1407と同様に峡西電気鉄道（のちの山梨交通電車線）7を1942年（昭和17年）譲受。1951年（昭和26年）電装の上ボギー車に改造。

#### 付随客車
- サハ401 （サハ1→サハ401） 1925年（大正14年）丸山車輌製。秋保電気軌道からの生え抜き。
- サハ402 （サハ2→サハ402） サハ401を参照。
- サハ403 （サハ6→サハ403） 1951年（昭和26年）5月新製。屋根をマハ15から流用。
- サハ404 1952年（昭和27年） 1月新製。屋根をマハ6(初代)から流用。
- サハ406 （サハ3→サハ406） 1926年（大正15年）蒲田車輌製作所製。元は常南電気鉄道→峡西電気鉄道（のちの山梨交通電車線）6（実際は電動客車110を番号振替）で1942年（昭和17年）譲受。

### 電気機関車
- EB101  日立製作所製の10t電気機関車。凸形車体を持ち2動軸のB形で、定格出力22.4kWの主電動機を2個装備。当初1と2の2台が在籍したが1台は福博電気軌道（のちの西鉄福岡市内線の一部）へ譲渡。残った1台はEB1とEB101の両方の番号を名乗る。書類上で番号が混乱しており写真も時期によって両方の番号が存在している。貨車だけでなく混合列車も牽引していた。

### 貨車
- ワ501、有蓋車
- 無蓋車

## バス路線
1960年当時
- 飯田団地線（仙台駅前 - 舟丁 - 飯田団地）
- 西の平線（仙台駅前 - 愛宕橋 - 鹿野橋 - 西の平二丁目）
- 秋保線（仙台駅前 - 舟丁 - 長町 - 西多賀 - 生出支所前 - 北赤石 - 秋保温泉湯元）

全路線、仙南交通を経て宮城交通の路線となっている。

## 延伸計画
全線開通の後、川崎町内の青根温泉へと至る路線延長が計画され、特許も取得していたが、実現しなかった。
2007年（平成19年）7月、仙台市内で発見された「仙山電気鉄道秋保笹谷峠間線路踏査図」（1922年（大正11年）作成）によって、路線を山形県まで延長する計画が存在していたことも判明した。これは川崎町から笹谷峠を越えて山形駅を経由、終点を神町駅とするもので、途中には野上（のじょう）、古関、笹谷の各駅が置かれる予定だった。